# نیکلاوس شورتنبرگر
نیکلاوس شورتنبرگر (انگلیسی: Niklaus Schurtenberger؛ زادهٔ ۷ فوریهٔ ۱۹۶۸) سوارکار پرش اهل سوئیس است.